# باريس-نايس 2006
باريس-نايس 2006 (بالفرنسية: Paris-Nice 2006)‏ هو سباق دراجات هوائية، وهو الموسم رقم 64 من السباق، وأقيم خلال الفترة 5 مارس 2006، وحتى 12 مارس 2006، وامتدّ لمسافة 1276.3 كيلومتر، وهو أحد سباقات برو تور 2006، وهو من نوع سباق المرحلة.
فاز فيه بالمركز الأول فلويد لانديس، وبالمركز الثاني باتكسي فيلا، وبالمركز الثالث أنطونيو كولوم، والفائز في ترتيب النقاط صمويل سانتشيث، والفائز حسب ترتيب النقاط للشباب لويس ليون سانشيز، والفائز حسب ترتيب التسلق ديفيد مونكوتيه، والفريق الفائز في ترتيب الفرق Lampre-Fondital 2006.

## الفرق
| فرق برو (20)- AG2R Prévoyance - Bouygues Télécom - Caisse d'Épargne-Illes Balears - Cofidis-Le Crédit par Téléphone - Crédit Agricole (cycling team) ‏ - CSC - Davitamon-Lotto - Discovery Channel - Euskaltel–Euskadi (1994–2013) ‏ - Gerolsteiner (cycling team) ‏ - La Française des jeux - Lampre-Fondital - فريق أونسه ‏ - Liquigas ‏ - Team Milram ‏ - Phonak (cycling team) ‏ - Quick Step-Innergetic - Rabobank - صونيير دوفال برودير 2006 ‏ - T-Mobile ‏ فريق قاري محترف- Agritubel ‏ |  |
| |  |

## المراحل
| قائمة المراحل | قائمة المراحل | قائمة المراحل                         | قائمة المراحل      | قائمة المراحل | قائمة المراحل   | قائمة المراحل |
| المرحلة       | التاريخ       | الدورة                                |                    | المسافة (كم)  | الفائز بالمرحلة | القائد العام  |
| ------------- | ------------- | ------------------------------------- | ------------------ | ------------- | --------------- | ------------- |
| المقدمة       | 5 مارس        | إيسي ليه مولينو – إيسي ليه مولينو     | فردي ضد الساعة     | 4٫8           | بوبي جوليك      | بوبي جوليك    |
| مرحلة 1       | 6 مارس        | Villemandeur ‏ – Saint-Amand-Montrond ‏ | مرحلة مستوية       | 193           | توم بونن        | توم بونن      |
| مرحلة 2       | 7 مارس        | سيريللي ، أليير – بيليفيل             | مرحلة جبلية متوسطة | 200           | توم بونن        | توم بونن      |
| مرحلة 3       | 8 مارس        | Juliénas ‏ – سانت إتيان                | مرحلة جبلية متوسطة | 168٫5         | باتكسي فيلا     | فلويد لانديس  |
| مرحلة 4       | 9 مارس        | سانت إتيان – Rasteau ‏                 | مرحلة مستوية       | 193           | توم بونن        | فلويد لانديس  |
| مرحلة 5       | 10 مارس       | أفينيون – ديجني ليس باينس             | مرحلة جبلية        | 201٫5         | خواكيم رودريغيث | فلويد لانديس  |
| مرحلة 6       | 11 مارس       | ديجني ليس باينس – كان                 | مرحلة جبلية متوسطة | 179           | أندري كاشيتشكين | فلويد لانديس  |
| مرحلة 7       | 12 مارس       | نيس – نيس                             | مرحلة جبلية        | 119           | ماركوس زبيرج    | فلويد لانديس  |

## النتيجة

### مرحلة 0
هي مرحلة من نوع سباق فردي ضد الساعة، أجريت في 5 مارس 2006، وامتدّت لمسافة 4.8 كيلومتر فاز بالمرحلة بوبي جوليك، ومتصدر الترتيب العام في نهاية المرحلة بوبي جوليك، والمتصدر حسب ترتيب النقاط بوبي جوليك، ومتصدر ترتيب النقاط للشباب ألبيرتو كونتادور، ومتصدر ترتيب الفرق الألعاب الفرنسية 2006 ‏.
| التصنيف العام | التصنيف العام   | التصنيف العام    | التصنيف العام         | التصنيف العام |  |
| العداء        | العداء          | البلد            | الفريق                | الوقت         |  |
| ------------- | --------------- | ---------------- | --------------------- | ------------- |  |
| 1             | بوبي جوليك      | الولايات المتحدة | CSC                   | 6 دقيقة 07 ث  |  |
| 2             | أندري كاشيتشكين | كازاخستان        | Liberty Seguros-Würth | + 1 ث         |  |
| 3             | برادلي ماكجي    | أستراليا         | La Française des jeux | + 2 ث         |  |

### مرحلة 1
هي مرحلة مسطحة، أجريت في 6 مارس 2006، وامتدّت لمسافة 193 كيلومتر فاز بالمرحلة توم بونن، ومتصدر الترتيب العام في نهاية المرحلة توم بونن، والمتصدر حسب ترتيب النقاط توم بونن، ومتصدر ترتيب التسلق ستيفان أوجيه، ومتصدر ترتيب النقاط للشباب ألبيرتو كونتادور، ومتصدر ترتيب الفرق الألعاب الفرنسية 2006 ‏.
| التصنيف العام | التصنيف العام   | التصنيف العام    | التصنيف العام         | التصنيف العام     |  |
| العداء        | العداء          | البلد            | الفريق                | الوقت             |  |
| ------------- | --------------- | ---------------- | --------------------- | ----------------- |  |
| 1             | توم بونن        | بلجيكا           | Quick Step-Innergetic | 5 س 02 دقيقة 01 ث |  |
| 2             | بوبي جوليك      | الولايات المتحدة | CSC                   | + 7 ث             |  |
| 3             | أندري كاشيتشكين | كازاخستان        | Liberty Seguros-Würth | + 8 ث             |  |

### مرحلة 2
هي مرحلة جبلية متوسطة، أجريت في 7 مارس 2006، وامتدّت لمسافة 200 كيلومتر فاز بالمرحلة توم بونن، ومتصدر الترتيب العام في نهاية المرحلة توم بونن، والمتصدر حسب ترتيب النقاط توم بونن، ومتصدر ترتيب التسلق نيكولا كروسبي، ومتصدر ترتيب النقاط للشباب بينوا فوجرينارد، ومتصدر ترتيب الفرق الألعاب الفرنسية 2006 ‏.
| التصنيف العام | التصنيف العام   | التصنيف العام    | التصنيف العام         | التصنيف العام      |  |
| العداء        | العداء          | البلد            | الفريق                | الوقت              |  |
| ------------- | --------------- | ---------------- | --------------------- | ------------------ |  |
| 1             | توم بونن        | بلجيكا           | Quick Step-Innergetic | 10 س 22 دقيقة 41 ث |  |
| 2             | بوبي جوليك      | الولايات المتحدة | CSC                   | + 17 ث             |  |
| 3             | أندري كاشيتشكين | كازاخستان        | Liberty Seguros-Würth | + 18 ث             |  |

### مرحلة 3
هي مرحلة جبلية متوسطة، أجريت في 8 مارس 2006، وامتدّت لمسافة 168.5 كيلومتر فاز بالمرحلة باتكسي فيلا، ومتصدر الترتيب العام في نهاية المرحلة فلويد لانديس، والمتصدر حسب ترتيب النقاط توم بونن، ومتصدر ترتيب التسلق نيكولا كروسبي، ومتصدر ترتيب النقاط للشباب ستيفان شوماخر.
| التصنيف العام | التصنيف العام | التصنيف العام    | التصنيف العام          | التصنيف العام      |  |
| العداء        | العداء        | البلد            | الفريق                 | الوقت              |  |
| ------------- | ------------- | ---------------- | ---------------------- | ------------------ |  |
| 1             | فلويد لانديس  | الولايات المتحدة | Phonak Hearing Systems | 14 س 48 دقيقة 26 ث |  |
| 2             | باتكسي فيلا   | إسبانيا          | Lampre-Fondital        | + 9 ث              |  |
| 3             | صمويل سانتشيث | إسبانيا          | Euskaltel-Euskadi      | + 1 دقيقة 13 ث     |  |

### مرحلة 4
هي مرحلة مسطحة، أجريت في 9 مارس 2006، وامتدّت لمسافة 193 كيلومتر فاز بالمرحلة توم بونن، ومتصدر الترتيب العام في نهاية المرحلة فلويد لانديس، والمتصدر حسب ترتيب النقاط توم بونن، ومتصدر ترتيب التسلق كريستوف لوران، ومتصدر ترتيب النقاط للشباب ستيفان شوماخر.
| التصنيف العام | التصنيف العام | التصنيف العام    | التصنيف العام          | التصنيف العام      |  |
| العداء        | العداء        | البلد            | الفريق                 | الوقت              |  |
| ------------- | ------------- | ---------------- | ---------------------- | ------------------ |  |
| 1             | فلويد لانديس  | الولايات المتحدة | Phonak Hearing Systems | 19 س 26 دقيقة 57 ث |  |
| 2             | باتكسي فيلا   | إسبانيا          | Lampre-Fondital        | + 9 ث              |  |
| 3             | صمويل سانتشيث | إسبانيا          | Euskaltel-Euskadi      | + 1 دقيقة 13 ث     |  |

### مرحلة 5
هي مرحلة جبلية، أجريت في 10 مارس 2006، وامتدّت لمسافة 201.5 كيلومتر فاز بالمرحلة خواكيم رودريغيث، ومتصدر الترتيب العام في نهاية المرحلة فلويد لانديس، والمتصدر حسب ترتيب النقاط توم بونن، ومتصدر ترتيب التسلق كريستوف لوران، ومتصدر ترتيب النقاط للشباب ستيفان شوماخر.
| التصنيف العام | التصنيف العام | التصنيف العام    | التصنيف العام          | التصنيف العام      |  |
| العداء        | العداء        | البلد            | الفريق                 | الوقت              |  |
| ------------- | ------------- | ---------------- | ---------------------- | ------------------ |  |
| 1             | فلويد لانديس  | الولايات المتحدة | Phonak Hearing Systems | 24 س 11 دقيقة 04 ث |  |
| 2             | باتكسي فيلا   | إسبانيا          | Lampre-Fondital        | + 9 ث              |  |
| 3             | صمويل سانتشيث | إسبانيا          | Euskaltel-Euskadi      | + 1 دقيقة 13 ث     |  |

### مرحلة 6
هي مرحلة جبلية متوسطة، أجريت في 11 مارس 2006، وامتدّت لمسافة 179 كيلومتر فاز بالمرحلة أندري كاشيتشكين، ومتصدر الترتيب العام في نهاية المرحلة فلويد لانديس، والمتصدر حسب ترتيب النقاط توم بونن، ومتصدر ترتيب التسلق كريستوف لوران، ومتصدر ترتيب النقاط للشباب لويس ليون سانشيز.
| التصنيف العام | التصنيف العام | التصنيف العام    | التصنيف العام          | التصنيف العام      |  |
| العداء        | العداء        | البلد            | الفريق                 | الوقت              |  |
| ------------- | ------------- | ---------------- | ---------------------- | ------------------ |  |
| 1             | فلويد لانديس  | الولايات المتحدة | Phonak Hearing Systems | 28 س 24 دقيقة 45 ث |  |
| 2             | باتكسي فيلا   | إسبانيا          | Lampre-Fondital        | + 9 ث              |  |
| 3             | صمويل سانتشيث | إسبانيا          | Euskaltel-Euskadi      | + 1 دقيقة 13 ث     |  |

### مرحلة 7
هي مرحلة جبلية، أجريت في 12 مارس 2006، وامتدّت لمسافة 119 كيلومتر فاز بالمرحلة ماركوس زبيرج، ومتصدر الترتيب العام في نهاية المرحلة فلويد لانديس، والمتصدر حسب ترتيب النقاط صمويل سانتشيث، ومتصدر ترتيب التسلق ديفيد مونكوتيه، ومتصدر ترتيب النقاط للشباب لويس ليون سانشيز، ومتصدر ترتيب الفرق Lampre-Fondital 2006.
| التصنيف العام | التصنيف العام      | التصنيف العام    | التصنيف العام                  | التصنيف العام      |
| العداء        | العداء             | البلد            | الفريق                         | الوقت              |
| ------------- | ------------------ | ---------------- | ------------------------------ | ------------------ |
| 1             | فلويد لانديس       | الولايات المتحدة | Phonak Hearing Systems         | 31 س 54 دقيقة 41 ث |
| 2             | باتكسي فيلا        | إسبانيا          | Lampre-Fondital                | + 9 ث              |
| 3             | أنطونيو كولوم      | إسبانيا          | Caisse d'Épargne-Illes Balears | + 1 دقيقة 05 ث     |
| 4             | صمويل سانتشيث      | إسبانيا          | Euskaltel-Euskadi              | + 1 دقيقة 13 ث     |
| 5             | فرانك شليك         | لوكسمبورغ        | CSC                            | + 1 دقيقة 13 ث     |
| 6             | خوسيه أزيفيدو      | البرتغال         | Discovery Channel              | + 1 دقيقة 35 ث     |
| 7             | إريك ديكر          | هولندا           | Rabobank                       | + 1 دقيقة 38 ث     |
| 8             | بيترو كوكتشيولي    | إيطاليا          | Crédit agricole                | + 1 دقيقة 39 ث     |
| 9             | خوسيه لويس روبييرا | إسبانيا          | Discovery Channel              | + 1 دقيقة 40 ث     |
| 10            | كريس هورنر         | الولايات المتحدة |                                |                    |

## الفائزون
| الترتيب    | الفائز               |
| ---------- | -------------------- |
| الفائز     | فلويد لانديس         |
| الثاني     | باتكسي فيلا          |
| الثالث     | أنطونيو كولوم        |
| حسب النقاط | صمويل سانتشيث        |
| تسلق الجبل | ديفيد مونكوتيه       |
| أفضل شاب   | لويس ليون سانشيز     |
| الفريق     | Lampre-Fondital 2006 |